# Unité urbaine de Montcaret
L'unité urbaine de Montcaret est une unité urbaine française de la région Nouvelle-Aquitaine, centrée sur les bourgs de Vélines — ancien chef-lieu du canton de Vélines de 1790 à 2015 — et Montcaret, dans le département de la Dordogne.

## Géographie
Dans le quart sud-ouest du département de la Dordogne, l'unité urbaine de Montcaret s'étend principalement d'est en ouest sur cinq kilomètres, entre Vélines et Montcaret, le long de la route départementale (RD) 936 et de la ligne ferroviaire Coutras-Tulle, ainsi que vers le nord, le long de des RD 10E3 et 11.

## Données globales
En 2010, l'unité urbaine (l'agglomération) de Montcaret a été définie par l'Insee comme étant composée des deux communes de Montcaret et Vélines.
En 2020, l'Insee a procédé à une révision de la délimitation des unités urbaines sans modifier le périmètre de cette unité urbaine.

| Nom       | Code Insee | Statut | Superficie (km2) | Population (dernière pop. légale) | Densité (hab./km2) |
| --------- | ---------- | ------ | ---------------- | --------------------------------- | ------------------ |
| Montcaret | 24289      |        | 17,07            | 1 405 (2022)                      | 82                 |
| Vélines   | 24568      |        | 10,47            | 1 058 (2022)                      | 101                |

L'ensemble des deux communes forme un territoire de 27,54 km2 avec une densité de 89 hab. km2 en 2022.

## Évolution démographique
L'évolution démographique ci-dessous concerne le périmètre de l'unité urbaine défini en 2020.
| 1968  | 1975  | 1982  | 1990  | 1999  | 2006  | 2011  | 2016  | 2022  |
| ----- | ----- | ----- | ----- | ----- | ----- | ----- | ----- | ----- |
| 1 982 | 1 966 | 1 989 | 2 167 | 2 312 | 2 507 | 2 540 | 2 576 | 2 463 |

Histogramme

(élaboration graphique par Wikipédia)